# Ann Wingate
Ann Wingate (* im 20. Jahrhundert) ist eine britische Filmproduzentin und Filmschaffende, die 1988 für einen Oscar nominiert war.

## Biografie
Wingate begann ihre Karriere im Filmbereich 1983 als Produktionsleiterin für den Dokumentarfilm Alan Bush: A Life, der sich mit dem englischen Komponisten, Pianisten und Dirigenten Alan Bush (1900–1995) befasst, einem Professor für Harmonielehre und Komposition an der Royal Academy of Music in London. An E. M. Forsters Literaturverfilmung Zimmer mit Aussicht unter der Regie von James Ivory wirkte Wingate 1985 als Produktionsmanagerin mit.
Den Kurzfilm Making Waves produzierte Wingate 1987. Er handelt von einer Gruppe älterer Frauen, die ein verlängertes Wochenende am Meer verbringen. Mrs. Nash, eine der Frauen hat ihren erwachsenen Sohn Joe im Schlepptau. Als die Rentnerin Doris Moore eines Nachts in Joes Bett kriecht, wird nicht nur sie, sondern auch der Rest der älteren Damen mit einer schockierenden Tatsache konfrontiert. Wingate wurde für und mit ihrem Kurzfilm für einen Oscar nominiert, musste die Trophäe jedoch Jonathan Sanger und Jana Sue Memel und deren Filmkomödie Ray’s Male Heterosexual Dance Hall überlassen. Im Film wird ein Arbeitsloser von seinem Freund in einen Tanzsaal für Herren mitgenommen und zieht die Lehre, dass es sehr davon abhängt, mit wem man tanzt, um einen guten Job zu bekommen.
Im Jahr 1992 stand erneut eine Literaturverfilmung von E. M. Forster, abermals unter der Regie von James Ivory auf Wingates Liste. Bei dem Filmdrama Wiedersehen in Howards End trat Wingate als Co-Produzentin auf. In dem Gesellschafts- und Sittenbild aus dem viktorianischen England um die Jahrhundertwende, stehen sich Menschen aus zwei Familien gegenüber, deren erzkonservative Auffassungen die Bewältigung von Lebenskrisen nicht gerade erleichtern. Mit Maggie Smith, die in der englisch-italienischen Literaturverfilmung Mein Haus in Umbrien von Richard Loncraine neben Chris Cooper die Hauptrolle spielte, arbeitete Wingate 2003, wie schon in Zimmer mit Aussicht und der Filmkomödie Magere Zeiten – Der Film mit dem Schwein (1984), erneut zusammen. In Mein Haus in Umbrien überlebt eine ältere Schriftstellerin ein Bombenattentat auf einen Zug, der nach Mailand unterwegs ist, woraufhin sie sich mit drei weiteren Überlebenden auf ihren Landsitz in Umbrien zurückzieht. Der Film erhielt neben weiteren Nominierungen für einen Preis die Auszeichnung „Herausragende Produktion“. Für die 2009 erschienene amerikanisch-britische Gemeinschaftsproduktion Blut, Schweiß und Tränen war Wingate als Produzentin tätig. Im Film kämpft der von Brendan Gleeson gespielte Staatsmann Winston Churchill gegen die deutsche Wehrmacht während des Zweiten Weltkriegs. Der Film war für 14 Primetime-Emmy-Awards nominiert. Im darauffolgenden Jahr trat Wingate wiederum mit einer historischen Produktion in Erscheinung, diesmal mit dem biografischen Drama The Special Relationship, das die Beziehungen des ehemaligen britischen Premierministers Tony Blair zu Bill Clinton und George W. Bush zum Thema hat. Das Produzententeam war für und mit diesem Film in der Kategorie „Bester Fernsehfilm“ nominiert.   
Bei dem dramatischen Kriminalthriller The American von Anton Corbijn mit George Clooney in der Hauptrolle trat Wingate 2010 als Produzentin in Erscheinung. Im Film geht es um einen Auftragskiller, der nach einem letzten Job aus dem Metier aussteigen möchte, weshalb er sich in die italienischen Abruzzen zurückzieht. Dieser letzte Auftrag erweist sich allerdings als äußerst tückisch.

## Filmografie (Auswahl)
- 1983: Alan Bush: A Life (Dokumentarfilm; Produktionsleiterin)
- 1984: Verletzte Gefühle (Reflections; Produktionsmanagerin)
- 1984: Magere Zeiten – Der Film mit dem Schwein (A Private Function; Produktionsmanagerin)
- 1985: Good Father – Die Liebe eines Vaters (The Good Father; Produktionsmanagerin)
- 1985: Zimmer mit Aussicht (A Room with a View; Produktionsmanagerin)
- 1985: Der Preis des Reichtums (Fernseh-Miniserie, 6 Folgen; Lokalisierungsmanagerin)
- 1987: Das stürmische Leben des Joe Orton (Prick Up your Ears; Produktionsmanagerin)

– als Produzentin oder Co-Produzentin – 
- 1987: Making Waves (Kurzfilm)
- 1989: Wahn des Herzens (Tree of Hands)
- 1989: Work Experience (Kurzfilm)
- 1991: The Hangover (Kurzfilm)
- 1992: Wiedersehen in Howards End (Howards End)
- 1993: Der Prozeß (The Trial)
- 1993: Der Falke des Schreckens (The Hawk)
- 1995: Mutters Courage
- 1996: Portrait of a Lady (The Portrait of a Lady)
- 1999: Ein Sommernachtstraum (A Midsummer Night’s Dream)
- 2001: Tosca
- 2003: Mein Haus in Umbrien (My House in Umbria)
- 2004: Judas und Jesus (Judas)
- 2004: Perfect Strangers – Liebe kennt keine Grenzen (Perfect Strangers; Fernsehfilm)
- 2005: The English Harem (Fernsehfilm)
- 2007: Primo (Fernsehfilm)
- 2009: Blut, Schweiß und Tränen (Into the Storm; Fernsehfilm)
- 2010: The Special Relationship (Fernsehfilm)
- 2010: The American

## Auszeichnungen
Oscarverleihung 1988
- Oscarnominierung für und mit Making Waves in der Kategorie „Bester Kurzfilm“ (Live Action)

Primetime Emmy Awards
- 2003: Nominierung gemeinsam mit Frank Doelger und Robert Allan Ackerman
  - für und mit dem Film Mein Haus in Umbrien in der Kategorie „Bester Fernsehfilm“
- 2009: Nominierung gemeinsam mit Ridley Scott, David M. Thompson, Frank Doelger, Tracey Scoffield und Julie Payne
  - für und mit dem Film Blut, Schweiß und Tränen in der Kategorie „Bester Fernsehfilm“
- 2010: Nominierung gemeinsam mit Christine Langan, Kathleen Kennedy, Frank Marshall, Peter Morgan, Andy Harries, Frank Doelger und Tracey Scoffield
  - für und mit dem Film The Special Relationship in der Kategorie „Bester Fernsehfilm“

PGA Awards 2004
- Auszeichnung gemeinsam mit Frank Doelger und Robert Allan Ackerman
  - für und mit dem Film Mein Haus in Umbrien in der Kategorie „Herausragende Produktion“